# 11137 Yarigatake
11137 Yarigatake è un asteroide della fascia principale. Scoperto nel 1996, presenta un'orbita caratterizzata da un semiasse maggiore pari a 2,9858400 UA e da un'eccentricità di 0,2299418, inclinata di 3,85594° rispetto all'eclittica.